# Apple Music
Apple Music je Appleov servis za mrežno prenošenje glazbe. Korisnici biraju koju glazbu žele prenositi na zahtjev (eng. on-demand streaming). Servis sadrži mrežnu radijsku stanicu (Apple Music 1). Pruža glazbene prijedloge koji se zasnivaju na korisnikovom ukusu i integriran je s glasovnim upravljanjem osobne pomoćnice Siri. Servis je predstavljen 15. lipnja 2015. godine na Appleovoj godišnjoj Svjetskoj konferenciji razvojnih programera (engl. Worldwide Developers Conference), a pokrenut je 30. lipnja 2015. godine. U Hrvatskoj je dostupan od 22. travnja 2020. godine.

## Opis
Apple Music omogućava korisnicima slušanje preko 70 milijuna pjesama na njihov zahtjev. Servis nudi popise pjesama formirane od glazbenih stručnjaka i preporuke prilagođene glazbenim željama korisnika. Servis nudi tri uživo radio stanice: Apple Music 1, Apple Music Hits i Apple Music Country. The Apple Music Radio usluga besplatna je usluga dostupna svim korisnicima, čak i onima koji nisu pretplaćeni na Apple Music. Korisnici platforme mogu napraviti profil za dijeljenje glazbe s prijateljima i pratiti druge korisnike kako bi vidjeli što slušaju. Dodatno, usluga je snažno integrirana u Appleove in-house usluge kao što je osobna glasovna pomoćnica Siri.
Usluga je kompatibilna s iOS uređajima; iPadOS uređajima; macOS uređajima; Windows računalima; kao i na uređajima kao što su: Apple Watch, Apple TV, Apple CarPlay i Apple HomePod. Dostupna je i na Android, Chrome OS i Amazon Echo uređajima.

## Dostupnost
Apple Music pokrenut je 30. lipnja 2015 u 100 država. Tokom godina taj je broj narastao. Dana 21. travnja 2020. godine, Apple je najavio širenje u 52 zemlje (navedeno je uključivalo i Hrvatsku) što je u konačnici broj zemalja u kojima je Apple Music dostupan činio 167.

## Vrste računa i pretplate
Prema podacima iz srpnja 2021. postoje tri vrste računa na Apple Music: studentski, pojedinačni i obiteljski. U Hrvatskoj su dostupni isključivo pojedinačni i obiteljski paketi.
Pojedinačni paket košta 5,97 eura odnosno 44,99 kuna mjesečno, dok obiteljski 9,29 eura odnosno 69,99 kuna mjesečno. Besplatno probno razdoblje je tri mjeseca. Pojedinačni i obiteljski paket razlikuju se isključivo po broju korisnika koji se mogu služiti platformom. Obiteljski nudi do šest slušatelji koji imaju pojedinačni račun. I jedan i drugi nude korisnicima slušanje više od 70 milijuna pjesama, offline slušanje, slušanje glazbe i spotova bez reklama, pristup na svim uređajima, praćenje prijateljovih aktivnosti i slušanje radio postaja.

## Također pogledajte
- Spotify
- Tidal
- Deezer
- Streaming